# Liste der größten Städte
Die Liste der größten Städte umfasst: 

## Weltweit
- Liste der größten Metropolregionen der Welt
- Liste der Millionenstädte

## Historisch
- historisch: Liste der größten Städte der Welt (historisch)

## Nach Kontinent
- Liste der größten Städte Afrikas
- Liste der größten Städte Asiens
- Liste der größten Städte Ozeaniens
- Liste der größten Städte Europas
- Liste der größten Städte Südamerikas
- Liste der größten Städte Nordamerikas

## Europäische Union
- Liste der größten Städte der Europäischen Union

## Nach Ländern
- Liste der Städtelisten nach Ländern